# كأس كرواتيا 1994–95
كأس كرواتيا 1994–95 (بالكرواتية: Hrvatski nogometni kup 1994./95.)‏ هو الموسم 4 من كأس كرواتيا. أقيم خلال الفترة 6 سبتمبر 1994 وحتى 28 مايو 1995، وأشرف على تنظيمه اتحاد كرواتيا لكرة القدم، وكان عدد الأندية المشاركة فيه 32، وفاز فيه هايدوك سبليت.